# Nonzeville
Nonzeville – miejscowość i gmina we Francji, w regionie Grand Est, w departamencie Wogezy.
Według danych na rok 1990 gminę zamieszkiwało 60 osób, a gęstość zaludnienia wynosiła 37 osób/km² (wśród 2335 gmin Lotaryngii Nonzeville plasuje się na 985. miejscu pod względem liczby ludności, natomiast pod względem powierzchni na miejscu 1238.).